# Hemangiom
Hemangiom je benigní (nezhoubný) mezenchymový nádor krevních cév. Obvykle se tvoří na povrchu kůže nebo pod kůží, může se ale vyskytnout i jinde. Asi 30 % hemangiomů je přítomno již při narození, většina ostatních se objeví během prvních pár měsíců života.

## Dělení hemangiomů
Hemagiomy můžeme rozdělit na:
- kapilární,
- kavernózní,
- arteriovenózní.

### Kapilární hemangiom
Kapilární hemangiom se vyskytuje nejčastěji v kůži, kde vytváří červené skvrny. Lidově se mu také říká jahodové znaménko. Často nepředstavuje vážnější problém a lze jej léčit steroidy, kryoterapií, nebo odstranit laserem či chirurgicky.

### Kavernózní hemangiom
Kavernózní hemangiom (hemangioma cavernosum) můžeme najít v kůži, pod kůží nebo i na vnitřních orgánech. Makroskopicky vypadá jako modravý či nafialovělý uzel. Menší uzlíky mohou spontánně vymizet během školního věku. Větší hemangiomy se mohou vyskytnout např. v hrtanu (kde ztěžují dýchání) nebo na očním víčku (kde omezují vidění). Pak je nutná léčba - opět buď injekčním podáváním steroidů, laserovou terapií či chirurgickým vynětím.

### Arteriovenózní hemangiom
Arteriovenózní (racemózní) hemangiom lze vidět v kůži, ale i jinde. Je charakterizován velice krátkým úsekem, kde se přívodná tepna rozdělí na kapiláry a opět spojuje do značně rozšířených žil.

## Prevence
V současnosti není známa žádná účinná prevence proti hemangiomu.

## Léčba
Léčba již byla v základech zmíněna u rozdělení hemangiomů. Ve většině případů není léčba nutná, pakliže ovšem způsobuje hemangiom problém (ať už funkční či psychický), existují tyto alternativy:
- podávání steroidů nebo betablokátorů (injekčně či orálně) může zmenšit velikost hemangiomu,
- laserová terapie - laserové záření poškodí tkáň hemangiomu, přičemž kůže zůstane neporušená,
- kryoterapie
- sklerotizace - vstříknutí roztoku, který způsobí zajizvení a zmenšení dovnitř nebo do okolí hemangiomu
- chirurgická léčba

## Prognóza
Valná většina hemangiomů nepředstavuje vážnější problém. Obvykle jde o potíže pouze kosmetického rázu. Přesto se mohou vyskytnout nádory, které omezují funkci některého orgánu nebo způsobují vážné krvácení.